# Heteroconis sakaeratica
Heteroconis sakaeratica is een insect uit de familie van de dwerggaasvliegen (Coniopterygidae), die tot de orde netvleugeligen (Neuroptera) behoort. 
De wetenschappelijke naam Heteroconis sakaeratica is voor het eerst geldig gepubliceerd door Sziráki in 2002.